# 博什瓦黑石刻
博什瓦黑石刻位於四川省昭覺縣碗廠鄉，文物遺址年代判定為唐、宋。1991年4月16日公佈為四川省第三批文物保護單位。2006年5月25日列為第六批全國重點文物保護單位。